# Entodon micans
Entodon micans là một loài rêu trong họ Entodontaceae. Loài này được Herzog mô tả khoa học đầu tiên năm 1916.